# تسوتانا بوشورینا
تسوتانا بوشورینا (بلغاری: Цветана Божурина؛ زادهٔ ۱۳ ژوئن ۱۹۵۲) بازیکن والیبال اهل بلغارستان است.
از باشگاه‌هایی که در آن بازی کرده‌است می‌توان به اشاره کرد.